# 多賀城市立図書館
多賀城市立図書館（たがじょうしりつとしょかん）は、宮城県多賀城市にある公立図書館。多賀城市中央にある本館、南宮にある山王分室、大代にある大代分室、移動図書館車「さざんか号」がある。

## 歴史
前史として、多賀城村だった1938年（昭和13年）に『宮城県中央図書館月報』はかつてあった私立笠神通俗図書館が有名無実となっていたことを記すとともに、同年4月初頭に多賀城小学校と山王小学校に村立図書館が置かれたとし、多賀城小学校に置かれた多賀城図書館について伝えている。さらに『多賀城町誌』は山王小学校に置かれた図書館について1938年（昭和13年）4月7日に山王通俗図書館の設立が認可されたと記している。どちらの図書館も校長が館長を兼務していた。1939年（昭和14年）の『現行図書館関係法規』は「多賀城圖書館館則」を掲載している。
1978年（昭和53年）6月1日、伝上山一丁目1番6号に多賀城市立図書館が開館、7月3日より移動図書館車「さざんか号」が巡回を開始した。1979年（昭和54年）7月24日に山王分室が開館し、1980年（昭和55年）4月7日に大代分室が開館している。
2011年（平成23年）3月11日、東日本大震災により被災、図書館全館が休館。大代分室は津波の被害を受けた。4月23日より本館前で移動図書館車にて臨時開館、5月7日に山王分室が臨時開館、8月2日に本館が一部開館、9日に移動図書館車が巡回を再開。2012年（平成24年）7月24日に本館が、8月1日に大代分室が通常業務を再開。
2015年度（平成27年度）、奉仕業務をカルチュア・コンビニエンス・クラブ株式会社（CCC）に委託。
2016年（平成28年）3月21日、CCCを指定管理者とする管理運営に移行し、本館を移転した。
2019年（令和元年）10月、令和元年東日本台風（台風19号）による浸水被害のため本館の大型絵本の約7割、赤ちゃん用絵本約400冊を水損し、1階キッズライブラリーを閉鎖。2020年（令和2年）3月下旬に再開予定と告知した。
新型コロナウイルス感染症拡大防止のためとして、2020年（令和2年）3月2日から31日まで本館・両分室ともに休館し、移動図書館の巡回も中止された。休館は4月21日まで、5月10日まで、さらに5月31日までと延長されたが、5月18日から19時閉館で一部サービスを再開し、6月1日から通常通りの開館時間となった。

## サービス
図書館の入館や利用はだれでも可能であるが、館外貸出には利用者登録が必要で多賀城市在住・在勤・在学者のみが可能となっている。また、仙台都市圏公立図書館等の相互利用に関する協定を締結しており、その地域に在住の場合は利用者登録をすることで図書の貸出ができるようになる。そのほかに教育委員会が定める者も可能である。
館外貸出
図書・雑誌資料：10冊まで15日間
視聴覚資料：2点まで15日間（図書と合計して12点まで）

## 多賀城市立図書館本館
多賀城市立図書館本館は、多賀城市中央2丁目4-3の多賀城駅北ビルA棟内にある多賀城市立図書館の本館である。

### 施設構造
多賀城市立図書館本館が入る多賀城駅北ビルA棟は鉄骨造、地上3階で、概ね南側が図書館部、北側が物販部である。南北の間が吹き抜けになっており、1階は物販部だが、2階及び3階は共用部としてその南側壁面を図書館の書架（キャットウォーク書架）とし、そのうち3階の大半は閉架書庫になっていて利用者の立ち入りは禁じられている。図書館部の1階西端はキッズライブラリーがあり、2階には新聞コーナー、3階には学習スペース、ギャラリー、市民展示スペースがある。

### サービス
開館時間
9時00分 - 21時30分
休館日
年中無休

### 立地
JR東日本仙石線多賀城駅の北側、多賀城駅北口駅前広場の西側に隣接している。

## 山王分室
多賀城市立図書館山王分室は、宮城県多賀城市南宮字毛上28の多賀城市山王地区公民館内にある多賀城市立図書館の分室である。

### サービス
開館時間
11時00分 - 17時00分
休館日
毎週月曜日（祝日を除く）
休日の翌日（土日を除く）
年末年始、その他公民館の休館日
特別整理期間

## 大代分室
多賀城市立図書館大代分室は、宮城県多賀城市大代五丁目1-46の多賀城市大代地区公民館内にある多賀城市立図書館の分室である。

### サービス
開館時間
11時00分 - 17時00分
休館日
毎週月曜日（祝日を除く）
休日の翌日（土日を除く）
年末年始、その他公民館の休館日
特別整理期間

## 移動図書館車「さざんか号」
4トン積トラック改装車で積載冊数は3000冊、小学校6校を含む17か所のステーションを巡回する。